# Polycentropus interruptus
Polycentropus interruptus is een schietmot uit de familie Polycentropodidae. De soort komt voor in het Nearctisch gebied.